# The Rolling Stones European Tour 1966

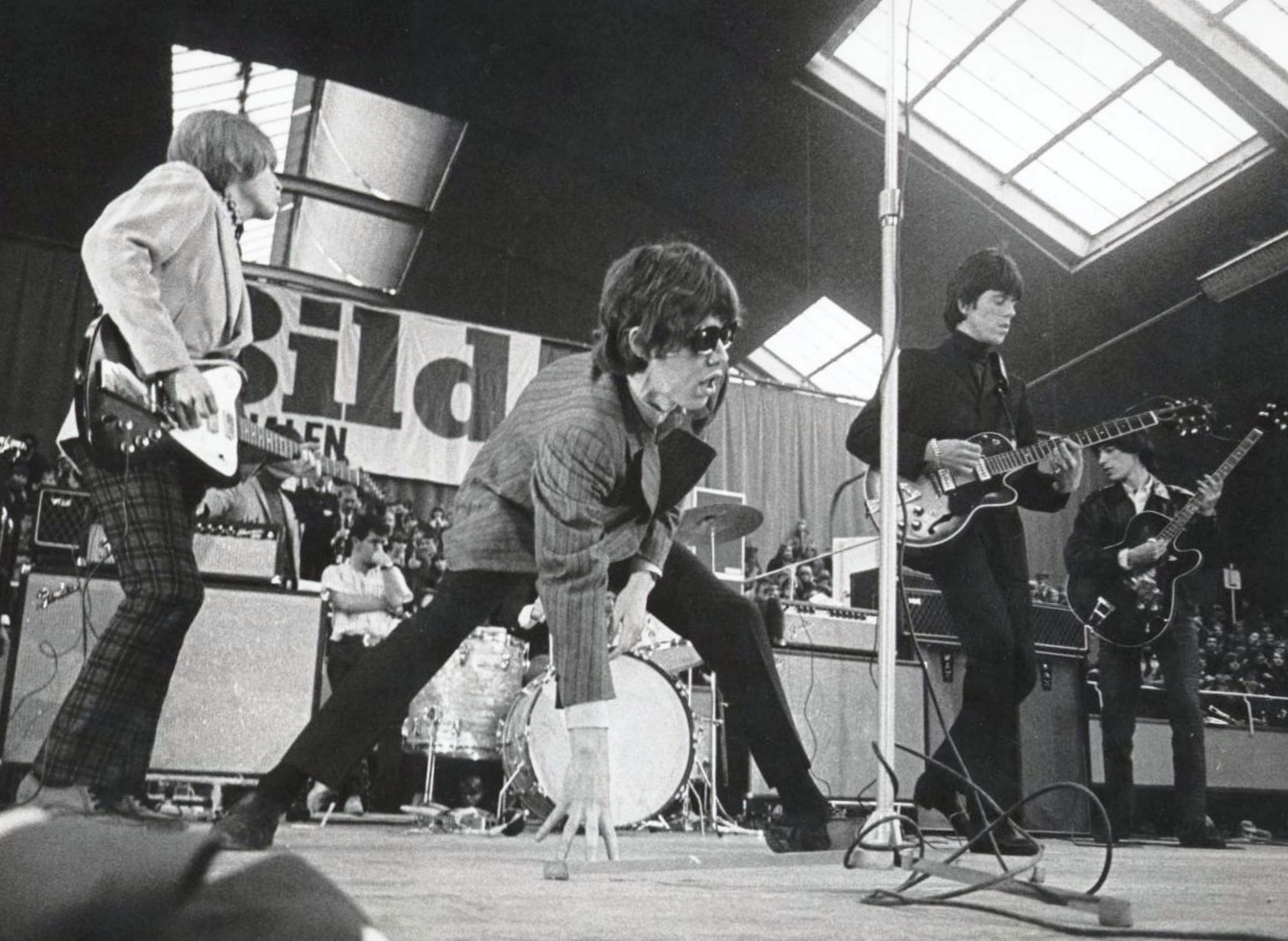
Brian Jones, Mick Jagger, Keith Richards y Bill Wyman en el Royal Tennis Hall de Estocolmo, Suecia en 1966.

The Rolling Stones European Tour 1966 es una gira de conciertos musicales que realizó la banda por cinco países de Europa: Francia, Bélgica, Países Bajos, Suecia, y Dinamarca. Los conciertos comenzaron el 26 de marzo de 1966 y finalizaron el 5 de abril de 1966.

## Miembros de la banda
- Mick Jagger voz, guitarra
- Keith Richards guitarra, voz, piano, bajo
- Brian Jones guitarra, piano
- Bill Wyman bajo
- Charlie Watts batería

## Fechas de la gira
- 26/03/1966  Brabenthal, Den Bosch
- 27/03/1966  Palais Des Sports, Antwerp
- 29/03/1966  L'Olympia, París
- 30/03/1966  Salle Vallier, Marsella
- 31/03/1966  Palais d'Hiver, Lyon
- 03/04/1966  Kungliga Tennishallen, Estocolmo
- 05/04/1966  K.B. Hallen, Copenhague[2]

## Canciones interpretadas
- "The Last Time"
- "Mercy Mercy"
- "She Said Yeah"
- "Play with Fire"
- "Not Fade Away"
- "The Spider and The Fly"
- "Time Is on My Side"
- "19th Nervous Breakdown"
- "Hang on Sloopy"
- "Get off of My Cloud"
- "Around and Around"
- "I'm All Right"
- "(I Can't Get No) Satisfaction"